# Trioctylphosphine
La trioctylphosphine, ou TOP, est un composé organophosphoré de formule chimique P(C8H17)3. C'est un réactif couramment utilisé pour la synthèse de nanoparticules ou dans des cas de réactions d'Appel.  La trioctylphosphine réagit avec l'oxygène pour former de l'oxyde de trioctylphosphine.

## Utilisation de la trioctylphosphine

Synthèse de la (+)-Brasilènyne

Exemple d'utilisation de la trioctylphosphine dans la réaction d'Appel menant à la (+)-Brasilènyne